# Groton (thành phố), Connecticut
Groton là một thành phố thuộc quận New London trong tiểu bang Connecticut, Hoa Kỳ. Thành phố có tổng diện tích km², trong đó diện tích đất là km². Theo điều tra dân số Hoa Kỳ năm 2000, thành phố có dân số 10.010 người.
Thành phố Groton là một phân khu chính trị phụ thuộc của thị trấn Groton trong quận New London, Connecticut, Hoa Kỳ. Thành phố này nằm ở rìa phía tây của thị trấn, phía tây của vùng đồng bằng Creek và phía nam của Grove Avenue.
Khu định cư lần đầu vào năm 1655 với tên gọi Groton Bank, khu vực nay là thành phố Groton phát triển thành làng chính của thị trấn Groton. Làng Groton được thành lập thành một quận vào năm 1903. Trong năm 1964, các cư dân của các quận Groton được tổ chức lại thành thành phố Groton. Nó là thành phố duy nhất còn lại trong tiểu bang Connecticut đó không có chính quyền và đã hợp nhất với thị trấn mẹ của nó.